# Ацев, Мирче
Мирче Донев Ацев (серб. и макед. Мирче Донев Ацев; 26 сентября 1915, Ореовац — 4 января 1943, Скопье) — югославский македонский партизан, студент Белградского университета, Народный герой Югославии. Брат Веры Ацевой, Народной героини Югославии.

## Биография
Родился 20 октября 1915 года в селе Ореовац недалеко от Прилепа. Происходил родом из благородной семьи Ацевых, которые участвовали во многочисленных восстаниях против турецкого ига и русско-турецких войнах на Балканах. Имя получил в честь руководителя одной из повстанческих рот, участвовавшего в Илинденском восстании против Османской империи. У Мирче также была сестра Вера, которая вместе с ним участвовала в Народно-освободительной войне.
Окончил школу в Ореовце, затем учился в гимназии в Прилепе, однако вынужден был бросить учёбу в Прилепе и уехал в Битолу, где и окончил гимназию. Поступил в Белградский университет на юридический факультет, где вступил в студенческую коммунистическую организацию, курируемую Компартией Югославии. Был активистом движения македонцев в Белграде «Вардар». В Белграде познакомился со Страхилом Пинджуром и Кузманом Йосифовским.
В 1939 году вступил в Коммунистическую партию Югославии. Позднее он сформировал сначала студенческую организацию в Охриде, а затем профессиональную партийную ячейку и Охридский горком. С августа 1940 по апрель 1941 Охридское отделение находилось на нелегальном положении, базируясь сначала в Белграде, а затем в Скопье. Параллельно Мирче был членом технического комитета Покраинского райкома КПЮ в Македонии.
В начале войны Ацев скрывался в Прилепе, где готовил антинемецкое восстание. С июля 1941 года по приказу руководства КПЮ скрывался в Крушево. В октябре 1941 года вошёл в состав Покраинского райкома КПЮ в Македонии, а с конца 1941 и по начало 1942 года работал инструктором в Битоле. С середины 1942 года занял должность секретаря райкома.
Совместно с Кузманом Йосифовским он организовывал македонские партизанские отряды. В письме от 9 августа 1942 года в Центральный комитет КПЮ он заявил, что "македонский народ" все еще верит в свое освобождение от Болгарии и доверяет болгарским властям.В сентябре 1942 года Мирче и Страхил Пинджур даже встретились с партизанами Велеса и Прилепа. Однако 19 декабря 1942 в Велесе Мирче неожиданно попался в руки болгарской пронацистской полиции. После долгих пыток и мучений без суда и следствия 4 января 1943 Ацев был зверски убит полицейскими в тюрьме города Скопье.
По распоряжению руководителей Антифашистского вече народного освобождения Югославии от 29 июля 1945 Мирче Ацеву было посмертно присвоено звание Народного героя Югославии.
Имя Мирче Ацева носил партизанский батальон в Македонии, а также ракетный катер типа «Оса» — RČ-301 «Митар Ацев».